# Лотков, Виктор Николаевич
Виктор Николаевич Лотков (род. 31 декабря 1946 года, Оренбург, РСФСР, СССР) — советский и российский юрист, политический деятель, начальник УВД Омской области (1991 - 1994), народный депутат РСФСР, депутат Государственной Думы ФС РФ первого созыва (1993—1995), генерал-майор милиции.

## Биография
С 1981 по 1982 год проходил службу в Афганистане. В 1982 году получил высшее образование по специальности «юрист» в Омской высшей школе милиции. Работал в Омской высшей школе милиции старшим преподавателем кафедры, возглавлял УВД Омской области.
В 1990 году был избран народным депутатом РСФСР от Омской области. В Верховном Совете РСФСР был председателем подкомитета Комитета Верховного Совета по вопросам законности, правопорядка и борьбе с преступностью.
В 1993 году избран депутатом Государственной думы Федерального Собрания Российской Федерации первого созыва от Омского одномандатного избирательного округа № 129. В Государственной думе был членом комитета по организации работы Государственной думы, входил в депутатскую группу «Стабильность».
В 1995 году выдвигался на должность главы Омской области, на выборах занял второе место (13,75 % голосов), уступив Леониду Полежаеву (59,62 %).